# Hydrobiosis umbripennis
Hydrobiosis umbripennis är en nattsländeart som beskrevs av Mclachlan 1868. Hydrobiosis umbripennis ingår i släktet Hydrobiosis och familjen Hydrobiosidae. Inga underarter finns listade i Catalogue of Life.